# Chichicaxtle
Chichicaxtle es una localidad de México ubicada en el municipio de Agua Blanca de Iturbide, en el estado de Hidalgo.

## Geografía
Se encuentra en la Sierra de Tenango, le corresponden las coordenadas geográficas 20° 22’ 10.212” de latitud norte y 98° 22’ 30.562” de longitud oeste, con una altitud de 2211 m s. n. m. En cuanto a fisiografía se encuentra en los límites de las provincias del Eje Neovolcánico y Sierra Madre Oriental; su terreno es principalmente de meseta. En lo que respecta a la hidrografía se encuentra posicionado en la región del Pánuco, dentro de la cuenca del río Moctezuma, en la subcuenca de río Metztitlán. Cuenta con un clima templado húmedo con abundantes lluvias en verano.

## Demografía
En 2020 registró una población de 719 personas, lo que corresponde al 6.97 % de la población municipal. De los cuales 339 son hombres y 380 son mujeres. Tiene 195 viviendas particulares habitadas.
| Gráfica de evolución demográfica de Chichicaxtle entre 1940 y 2020                           |
|                                                                                              |
| Población de los censos y conteos del Instituto Nacional de Estadística y Geografía (INEGI). |

## Economía
La localidad tiene un grado de marginación alto y un grado de rezago social bajo.